# Dalenda Abdou
Pour les articles homonymes, voir Abdou.
Dalenda Abdou (arabe : دلندة عبدو), de son vrai nom Khira Bent Abdelkader Gharbi, née le 2 novembre 1928 à Tunis et morte le 29 juin 2021 dans la même ville, est une actrice tunisienne.

## Carrière
Dalenda Abdou commence sa carrière au théâtre en 1947, dans la troupe Al Ittihad Al Masrahi de Béchir Rahal. Elle la quitte pour celle d'Ansar Al Masrah dirigée par Hamadi Darragi. Par la suite, elle joue dans de nombreuses autres troupes théâtrales : Noujoum El Fen de Chafia Rochdi, Arraâd attamthili d'Abdelhamid Bessaïes, L’Essor d’Ahmed Guellouz et la Troupe du théâtre populaire d'Abdelaziz El Aroui. Elle appartient à la première formation de la troupe de la ville de Tunis.
Le pseudonyme de Dalenda Abdou lui est donné par Béchir Rahal, pionnier du théâtre tunisien et père de la chanteuse Oulaya.
Elle a joué dans plusieurs pièces de théâtre : 
- Les Deux Orphelines, pièce d’Adolphe d'Ennery et Eugène Cormon, mise en scène par Béchir Rahal
- Sakr Kouraïch, mise en scène d'Aly Ben Ayed
- Ould achkoune hal maghboune
- Daâwa Nefda, mise en scène par Faouzi Ben Brahim
- Hach-Houch, mise en scène par Abderrazak Jabballah

En 1951, elle fait ses débuts à Radio Tunis, où elle fait la connaissance du comédien et dramaturge Mongi Ben Yaïche.
Dalenda Abdou est notamment connue pour son personnage de Hnani dans la série télévisée Mhal Chahed, en duo avec Hmaydatou, rôle joué par Romdhan Chatta, dans les années 1970. À la télévision, on lui attribue souvent le rôle de la vieille dame, un personnage dont elle maîtrise parfaitement le registre.
Elle meurt le 29 juin 2021 à l'hôpital militaire de Tunis à l'âge de 92 ans.

## Filmographie

### Cinéma
- 1973 : Ommi Traki d'Abderrazak Hammami
- 2010 : Vivre (en) (court métrage) de Walid Tayaa
- 2015 : Conflit de Moncef Barbouch[4]

### Télévision
- 1992 : El Douar (ar) d'Abdelkader Jerbi
- 1996 : El Khottab Al Bab (invitée d'honneur de l'épisode 7 de la saison 1) de Slaheddine Essid, Ali Louati et Moncef Baldi : Habiba
- 1999 : Anbar Ellil de Habib Mselmani : Ourida
- 2006 : Hkeyet El Aroui de Habib Jomni
- 2007 : Salah w Sallouha
- 2007 : Choufli Hal (invitée de l'épisode 18 de la saison 4) de Slaheddine Essid : Aichoucha
- 2010 : Casting  de Sami Fehri : mère de Salah
- 2014 : Nsibti Laaziza (invitée d'honneur des épisodes 15 et 20 de la saison 4) de Slaheddine Essid